# Distretto di Ouled Attia
Il distretto di Ouled Attia è un distretto della Provincia di Skikda, in Algeria.

## Comuni
Il distretto di Ouled Attia comprende 3 comuni:
- Kheneg Mayoum
- Oued Zehour
- Ouled Attia